# Marjo Vilhola
Marjo Vilhola (ur. 5 października 1968) – fińska judoczka. 
Uczestniczka mistrzostw świata w 1989, 1991 i 1993. Startowała w Pucharze Świata w 1993. Brązowa medalistka  mistrzostw Europy w 1989. Trzykrotna mistrzyni kraju.